# Masirevich Szilárd
Masirevich Szilárd (Budapest, 1879. január 7. – Budapest, 1944. március 28.) magyar diplomata.

## Élete
Apja Masirevich Sámuel görögkeleti szerb pátriárka, édesanyja a sok budapesti ingatlannal rendelkező, görög eredetű Haris dinasztia tagja volt. Az Osztrák–Magyar Monarchia közös külügyminisztériumában, a „Ballhausplatzon” kezdte diplomáciai pályafutását. Gyakran utalt rá, hogy nincsenek magyar felmenői, és magát „vad rácnak” nevezte, de ennek ellenére is szép karriert futott be, az 1920-as és 30-as években az egyik legismertebb magyar diplomata volt.

## Főbb állomáshelyei
- 1921–1925 bécsi követ
- 1925–1933 prágai követ
- 1933–1935 berlini követ
- 1936–1938 londoni követ[2]